# Hoornvliestransplantatie

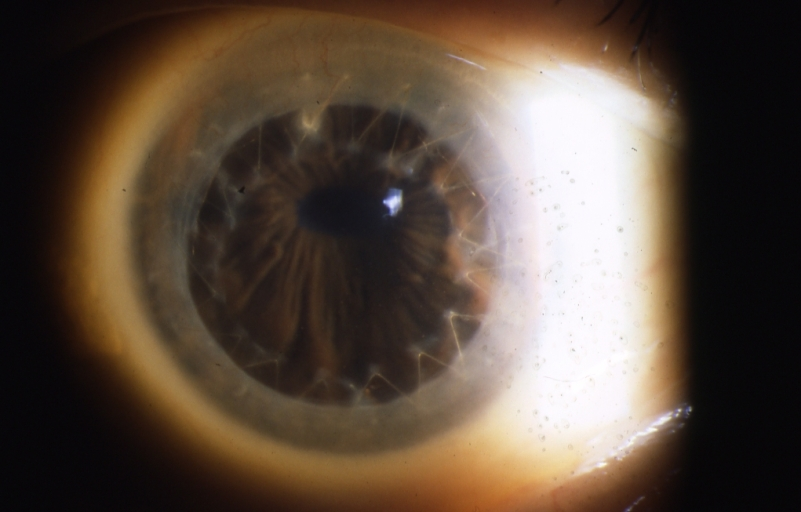
Hoornvliestransplantatie met goed zichtbare hechtingen

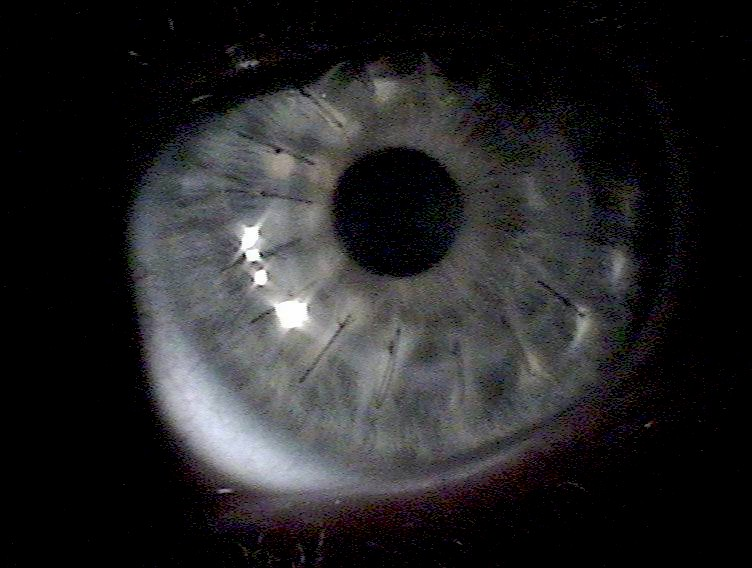
Hoornvliestransplantatie een week na operatie. De meervoudige reflecties van de lichtbron duiden op vouwtjes in het hoornvlies die naderhand verdwijnen.

Een hoornvliestransplantatie is een vorm van keratoplastiek dan wel corneaplastiek, een chirurgische ingreep waarbij een beschadigd hoornvlies wordt vervangen door dat van een donor. Een hoornvliestransplantie is relatief ongecompliceerd, doordat er geen bloedvaten bij betrokken zijn en afstoting daarmee een betrekkelijk kleine rol speelt.
De meestvoorkomende reden voor een hoornvliestransplantatie is een troebeling van het hoornvlies waarbij het gezichtsvermogen sterk belemmerd wordt en kan ontstaan als gevolg van:
- Pseudofake bulleuze keratopathie (verdikt hoornvlies)
- Keratoconus
- Primaire endotheliopathie
- Trauma (mechanisch/chemisch)
- Keratitis
- Stromale corneadystrofie
- na problemen met laserbehandeling of kunstlensimplantaat
- afstotingsreacties na een eerdere transplantatie
- Endotheeldystrofie van Fuchs

Hoornvliestransplanties worden onderscheiden in:
- perforerende keratoplastiek (PKP)
- posterieure lamellaire keratoplastiek (PLK)
- endotheliale keratoplastiek (EK)
- lamellaire keratoplastiek (LK)

Bij een hoornvliestransplantatie wordt een rond schijfje vertroebeld hoornvlies uit het oog gehaald en vervangen door een donorhoornvlies dat met hechtingen wordt vastgezet. Deze hechtingen blijven vaak een jaar zitten. De uiteindelijke vorm van het resultaathoornvlies is pas na geruime tijd duidelijk zodat een definitieve bril pas na ongeveer een jaar kan worden aangemeten
In 1968 werd in het Karl Bremer ziekenhuis te Kaapstad een hoornvlies van een baviaan op een mens getransplanteerd. Een maand later werd bekendgemaakt dat de patiënt met dat oog de krant kon lezen